# Leonas de Ponce
Leonas de Ponce est un club portoricain de volley-ball fondé en 1985  et basé à Ponce, évoluant pour la saison 2013 en LVSF.

## Palmarès
- Championnat de Porto Rico
  - Vainqueur : 1989, 1990, 1991.
  - Finaliste : 2014.

## Effectifs

### Saison 2013
Entraîneur : José Mieles  Porto Rico